# Mutarara
Mutarara is een plaats in Mozambique. Het ligt op de linkeroever van de rivier de Zambezi ter hoogte van de ruim 3,5 km lange Dona Anabrug.

## Vervoer
Mutarara ligt aan de spoorlijn van de havenstad Beira naar Moatize. De Dona Anabrug is onderdeel van deze spoorverbinding. De aansluitende spoorlijn naar Malawi is buiten gebruik geraakt.